# Tarany
Tarany község Somogy vármegyében, a Nagyatádi járásban.

## Fekvése
Nagyatád délnyugati szomszédságában fekszik, a várostól mintegy 8 kilométerre. Közigazgatási területét érinti ugyan a 681-es főút is, de lakott területeit az messze elkerüli. Zsáktelepülésnek tekinthető, közúton csak Nagyatádról közelíthető meg, a 6807-es útból kiágazó 68 104-es számú mellékúton.

## Története
A Pallas nagy lexikonában: „kisközség Somogy vármegye nagyatádi járásában, (1891) 2277 magyar és vend lakossal, postahivatallal és postatakarékpénztárral”. A szlovénok (vendek) már a 17. században megtelepedtek itt. A vend nyelvet még jó néhány idős ember beszélte a 21. század elején is, mostanra az utódaik már csak pár szót ismernek az ősi nyelvből.
Nevét először a 15. században említették először az oklevelek mint a vránai perjelség birtokát Későbbi földesurai között szerepelt többek között Török Bálint, Zrínyi György, majd Tirunetti Herkules Lajos és a Festetics család. A falu mai területhez tartozó Zidinai dűlőben állt a középkorban Péter falu, amely azonban a török hódoltság alatt teljesen elpusztult.
Az 1848–49-es forradalom és szabadságharcból kaszával, kapával vette ki részét a taranyi férfinép, amikor egészen Barcsig mentek, hogy szembeszegüljenek a Dráván átkelő Jellasics seregével. 1855-ben súlyos tűzvész pusztított a településen, ekkor égett le a mai Szent István utca elődje. A századforduló táján két kivándorláshullám is elérte a falut, Horvátország és Amerika irányába. A Nagyatádi Szabó István-féle földreform csak keveseken segített, igavonó és eszközök híján a szegények nem tudták hasznosítani földjeiket. A tsz-szervezés 1949-ben indult meg, három évvel később súlyos aszály nehezítette a talpon maradást, ekkor az erdőben bőven termő makk mentette meg az állatállományt az éhezéstől.
2015 novemberében készült el a Nagyatádot, Bakházát, Görgeteget, Háromfát, Kutast, Lábodot, Ötvöskónyit, Rinyaszentkirályt, valamint Taranyt érintő szennyvíz-beruházás.

## Közélete

### Polgármesterei
- 1990–1994: Somosi József (független)[4]
- 1994–1998: Somosi József (független)[5]
- 1998–2002: Somosi József (független)[6]
- 2002–2006: Somosi József (független)[7]
- 2006–2010: Töreki István (Taranyért)[8]
- 2010–2014: Töreki István (Fidesz-KDNP)[9]
- 2014–2019: Töreki István (Fidesz-KDNP)[10]
- 2019–2024: Szekretár Pál (független)[11]
- 2024– : Szekretár Pál (független)[1]

A településen a 2019. október 13-án megtartott önkormányzati választás után az egyik polgármesterjelölt (aki csekély különbséggel végzett a legtöbb szavazatot gyűjtő jelölt mögött) kifogást nyújtott be az eredmény ellen, az 1. számú szavazókör mozgóurnás szavaztatásánál elkövetett eljárási szabálytalanságra hivatkozva. Az illetékes választási szerv helyt adott a kifogásnak, és elrendelte a polgármester-választás megismétlését az érintett szavazókörben. A megismételt választást november 10-én tartották, ezen a győztes magabiztos előnnyel végzett az első helyen.

## Népesség
A település népességének változása:
| Lakosok száma | 1183 | 1189 | 1180 | 1111 | 1121 | 1090 | 1115 |
|               | 2013 | 2014 | 2015 | 2021 | 2022 | 2023 | 2024 |

A 2011-es népszámlálás során a lakosok 96%-a magyarnak, 20,7% cigánynak, 0,4% németnek mondta magát (3,8% nem nyilatkozott; a kettős identitások miatt a végösszeg nagyobb lehet 100%-nál). A vallási megoszlás a következő volt: római katolikus 84,1%, református 1,9%, evangélikus 0,3%, felekezeten kívüli 6,9% (6,4% nem nyilatkozott).
2022-ben a lakosság 93,5%-a vallotta magát magyarnak, 15,6% cigánynak, 0,4% németnek, 0,3% horvátnak, 0,2% románnak, 0,1% lengyelnek, 1,3% egyéb, nem hazai nemzetiségűnek (6,4% nem nyilatkozott; a kettős identitások miatt a végösszeg nagyobb lehet 100%-nál). Vallásuk szerint 41,4% volt római katolikus, 1,5% református, 0,3% evangélikus, 2,6% egyéb keresztény, 1,1% egyéb katolikus, 6,7% felekezeten kívüli (46,5% nem válaszolt).

## Nevezetességei
Római katolikus templom (1763, barokk; idősebb Dorfmeister István mennyezetfreskója; Aggházy Gyula „Mária mennybemenetele”című festménye).
A faluban minden év kora őszén megrendezik a Buncek fesztivált, amely nevét egy helyi vörösborfajtáról kapta.

## Lakosság
A 2001-es népszámlálás szerint magyar 97,7%; cigány 1,4%; szlovén 0,9% az etnikai megoszlás szerint, vallásilag pedig római katolikus 90,1%; református 2,6%; evangélikus 0,2%; más egyházhoz, felekezethez tartozik 0,6%; nem tartozik egyházhoz, felekezethez 3,4%; ismeretlen, nem válaszolt 3,0%.